# Interferometria a lunghissima base

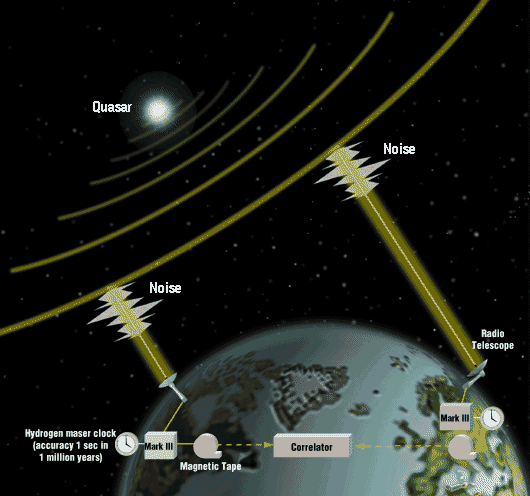
Principio operativo della rete VLBI

L'interferometria a lunghissima base o a base molto ampia (in sigla VLBI, dall'inglese very long baseline interferometry) è una tecnica di interferometria astronomica utilizzata in radioastronomia. In VLBI un segnale emesso da una radiosorgente, quale un quasar, viene raccolto da più radiotelescopi dislocati sulla Terra. Viene quindi calcolata la distanza tra i radiotelescopi del sistema rilevando la differenza di tempo del segnale sorgente in arrivo ai diversi telescopi. Questo consente di effettuare l'osservazione di un oggetto tramite molti radiotelescopi la cui risultante è una combinata simultanea, emulando così un telescopio di dimensioni pari alla massima distanza tra i telescopi del sistema.
I dati ricevuti da ogni antenna del sistema includono i tempi di arrivo sincronizzati con un orologio atomico locale, come un maser all'idrogeno. In un secondo momento, i dati sono combinati con quelli provenienti dalle altre antenne che hanno registrato lo stesso segnale radio, producendo l'immagine risultante. La risoluzione ottenibile utilizzando la tecnica interferometrica è proporzionale alla frequenza di osservazione. La tecnica VLBI consente una distanza tra i telescopi molto maggiore di quella possibile con l'interferometria convenzionale, che richiede che le antenne siano fisicamente collegate tramite cavo coassiale, guida d'onda, fibra ottica o altro tipo di trasmissione cablata. L'incremento della distanza tra i telescopi è possibile nella VLBI grazie allo sviluppo della tecnica di imaging chiamata "fase di chiusura", sviluppata da Roger Jennison negli anni 1950, che consente al sistema VLBI di produrre immagini con una risoluzione ben superiore.

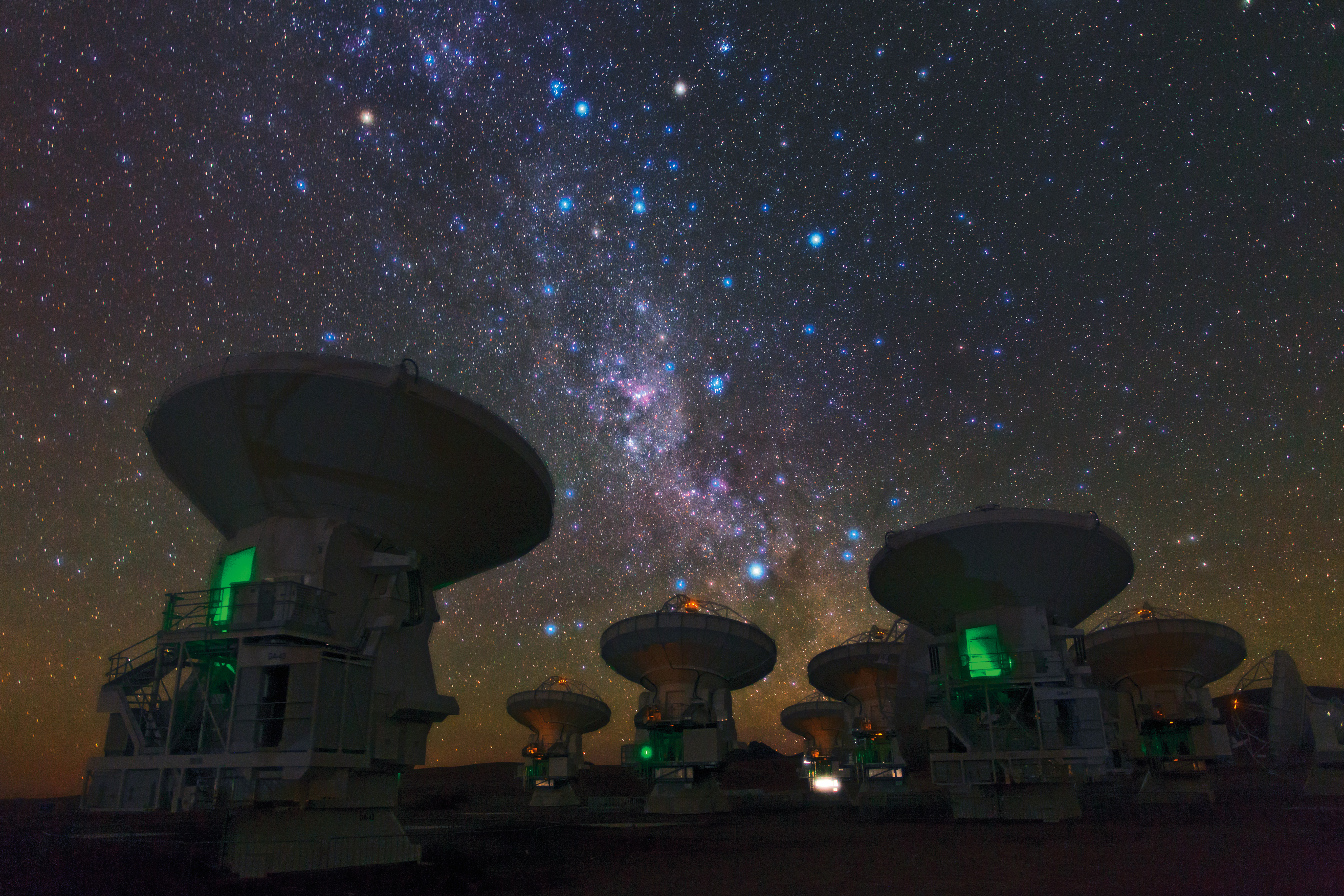
Radiotelescopi della rete ALMA, ESO

La VLBI è sfruttata maggiormente per l'imaging di radiosorgenti cosmiche lontane, il monitoraggio di veicoli spaziali e per applicazioni in astrometria. Inoltre, poiché la tecnica VLBI misura le differenze di tempo tra l'arrivo delle onde radio sorgenti alle varie antenne del sistema, può essere utilizzata anche al contrario per eseguire studi sulla rotazione terrestre, precise mappature millimetriche dei movimenti delle placche tettoniche ed altri tipi di studi geodetici. Tale tecnica richiede una notevole mole di misurazioni di differenze temporali per un segnale in entrata da una sorgente a notevole distanza (come un quasar) studiato per un certo periodo di tempo da una rete mondiale di antenne.

## Studi ed applicazioni
Gli studi scientifici del VLBI comprendono:
- Visualizzazione in alta risoluzione di radiosorgenti cosmiche.
- Visualizzazione delle superfici di stelle vicine in radiofrequenze (ved. interferometria )
- Definizione di un quadro internazionale di riferimento galattico centrato sul sistema Solare
- Studi geodetici concernenti deformazioni, cedimenti e sollevamenti della crosta terrestre e delle placche tettoniche
- Le variazioni della durata del giorno e dell'inclinazione terrestre e influenze sui sistemi di riferimento terrestri (moto retrogrado, forza di Coriolis)
- Misurazioni delle influenze gravitazionali di Sole e Luna sulla Terra e della geosfera terrestre
- Miglioramento dei modelli atmosferici predittivi
- Il monitoraggio della sonda Huygens durante l'attraversamento dell'atmosfera di Titano, ha consentito la misurazione della velocità dei venti

## Reti VLBI
Esistono diverse reti VLBI nel Mondo: in Europa, Canada, Stati Uniti, Russia, Corea, Giappone, Messico e Australia. La rete VLBI attualmente più sensibile al mondo è la rete europea VLBI (EVN). Si tratta di una rete temporanea che unisce i più grandi radiotelescopi europei per sessioni generalmente della durata di una settimana, con i dati elaborati presso la sede della rete, all'Istituto congiunto per VLBI in Europa (JIVE). La rete americana Very Long Baseline Array (VLBA) utilizza dieci telescopi dedicati da 25 metri attraverso il continente ed opera tutto l'anno, in ambito astronomico e geodetico. La combinazione EVN/VLBA è nota come rete VLBI globale. Se una o entrambe di queste reti sono combinate con uno o più antenne VLBI satellitari come RadioAstron ( Spektr-R ) la risoluzione ottenuta è superiore a qualsiasi altro strumento astronomico, con visualizzazioni nell'ordine dei microarcosecondi. Le reti VLBI favoriscono le collaborazioni internazionali (esempio di tali collaborazioni è la ISS), come quando, nel 1976, i radiotelescopi di Stati Uniti, URSS e Australia sono stati collegati per osservare sorgenti maser di idrossile

## e-VLBI
In passato le reti VLBI effettuavano la registrazione dei segnali rilevati da ogni telescopio su nastri magnetici o dischi ed inviavano i dati al centro di correlazione per essere elaborati. Recentemente, è stato possibile collegare i radiotelescopi VLBI quasi in tempo reale, pur usando i riferimenti temporali locali dei siti dei radiotelescopi della rete, mediante una tecnica nota come e-VLBI. In Europa, sei radiotelescopi della rete europea VLBI (EVN) sono ora collegati tra loro con una interconnessione internazionale veloce (Gbit/sec)  tramite le loro reti nazionali di ricerca e la rete di ricerca paneuropea GEANT2.

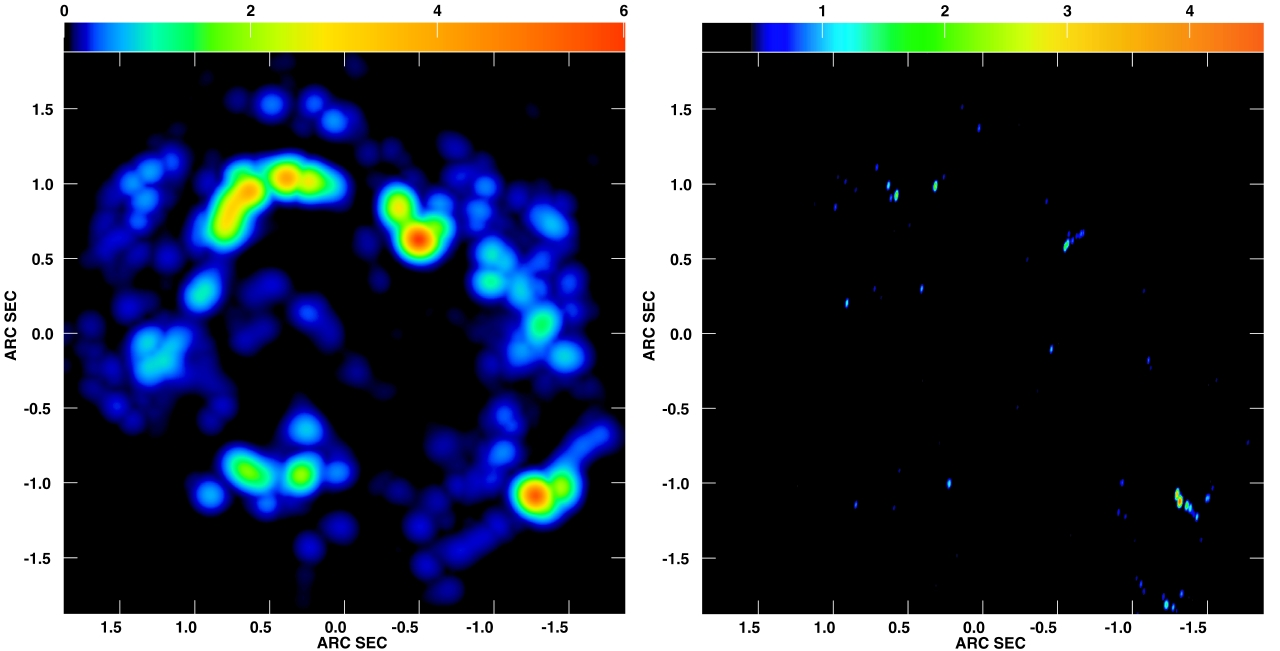
Sorgente IRC + 10420. L'immagine a bassa risoluzione a sinistra è stata presa con la rete MERLIN del Regno Unito e mostra il guscio di una emissione maser prodotto da una nube di gas in espansione, con un diametro di circa 200 volte quello del Sistema solare. Il guscio di gas è stato espulso da una stella supergigante (10 volte la massa del nostro sole) al centro della emissione circa 900 anni fa. L'immagine corrispondente EVN e-VLBI (a destra) mostra la struttura molto più definita dei maser grazie alla maggiore risoluzione della rete VLBI.

L'immagine a destra mostra un risultato prodotto dalla rete europea VLBI tramite e-VLBI. I dati provenienti da 6 telescopi sono stati elaborati in tempo reale presso l'istituto congiunto per VLBI in Europa (JIVE) a Dwingeloo, Paesi Bassi. L’Academic Research Network SURFnet fornisce connettività veloce a 6 Gbit / s tra JIVE e la rete GEANT2.

## VLBI satellitare
Al fine di raggiungere una maggiore risoluzione angolare, sono stati collocati in orbita satelliti dedicati VLBI attorno alla Terra per fornire linee di base molto ampie. Le tecniche che sfruttano reti satellitari sono chiamate Space Very Long Baseline Interferometry (SVLBI).
La prima missione VLBI in tal senso è stata HALCA, un radiotelescopio di 8 metri lanciato nel febbraio 1997 e operativo sino ad ottobre 2003, ma a causa delle piccole dimensioni del piatto solo sorgenti radio molto forti potevano essere rilevate.
Un'altra missione satellitare VLBI, Spektr-R (o RadioAstron) è stato lanciata a luglio 2011.

## Concettualità VLBI
Nell'interferometria VLBI standard, i dati digitalizzati sono solitamente registrati per ciascuno dei telescopi (in passato mediante nastri magnetici, attualmente su unità hard disk in configurazione RAID). Il segnale è campionato all'antenna ricevente mediante un orologio atomico estremamente preciso e stabile (solitamente un maser a idrogeno) ulteriormente sincronizzato ad un tempo standard GPS. Oltre alla campionatura dei dati astronomici, viene memorizzato anche il sincronismo con l'orologio di riferimento sul supporto a nastro / disco ed i supporti magnetici vengono poi trasportati ad una base centrale. In seguito allo sviluppo delle tecnologie di reti a connessione veloce, il trasferimento dei dati avviene elettronicamente (e-VLBI), mediante fibra ottica (10 Gbit/s) nella rete di ricerca europea GEANT2) velocizzando e semplificando notevolmente il successivo processo di osservazione. Anche se il tasso di dati da trasferire per unità di tempo (bit/rate) è  molto alto, essi possono essere inviati tramite normali connessioni Internet sfruttando le notevoli capacità di stoccaggio attuali delle reti internazionali ad alta velocità.
Alla stazione base del correlatore i dati vengono poi riprodotti. La sincronizzazione dei dati viene effettuata ponderando i segnali memorizzati dell'orologio atomico e la stima dei tempi di arrivo del segnale radio a ciascuno dei telescopi. Vengono testati intervalli di tempi di riproduzione nell'ordine dei nanosecondi sino ad avere una corretta sincronizzazione.
Poiché ogni antenna ricevente è ad una differente distanza dalla sorgente radio, i ritardi causati da queste differenze vengono sommati artificialmente ai segnali ricevuti da ciascuna delle altre antenne mediante normali calcoli geometrici.
Roger Jennison, nel 1958 ha sviluppato una tecnica innovativa al Jodrell Bank Observatory per studiare le fasi in astronometria ottica in un interferometro in presenza di errori di ritardo. Questo metodo, chiamato fase di chiusura o auto-calibrazione è utilizzato anche per eliminare gli effetti del seeing astronomico nelle osservazioni interferometriche ottiche ed infrarosse.